# الزيرو (فلم)
الزيرو هو فيلم دراما مغربي صدر سنة 2012، من كتابة وإخراج نور الدين الخماري، وبطولة كل من يونس بواب، ومحمد مجد، وصونيا عكاشة، وعزيز داداس، وسعيد باي. يغوص الفيلم في عوالم العنف الحضري بالدار البيضاء ودواليب الدعارة، وتفاوت الأوضاع المعيشية بين أسر تكافح من أجل الكفاف وطبقة مترفة من أباطرة المخدرات والدعارة والمسؤولين الفاسدين.
الفيلم هو الجزء الثاني من ثلاثية الدار البيضاء لنور الدين الخماري بعد كازانيكرا، وقد فاز الفيلم بالجائزة الكبرى للمهرجان الوطني للفيلم بطنجة، وقد اختير للمنافسة الرسمية في المهرجان الدولي للفيلم بمراكش  وأيضا في المهرجان الدولي للفيلم بدبي.

## القصة
تدور أحداث الفيلم حول شرطي بسيط يلقبه رفاق العمل بـ«زيرو» لاعتباره شخصا فاشلًا حسب وجهة نظرهم، حيث يعيش شقيًا وسط إكراهات العمل ومشاكل رعاية والده من ذوي الاحتياجات الخاصة المشبع بذكريات الماضي في خدمته مع القوات المساعدة ومشاركته في المسيرة الخضراء.
تستمرّ معاناة «زيرو» إلى أن يلتقي بامرأة تبحث عن ابنتها الضائعة، فيحاول مساعدتها في البحث عن ضائعتها ليكتشف وجود شبكة «مافيا» متخصصة في استغلال القاصرات بالدعارة الراقية، لكنه يقف مذهولا عندما يكتشف أن لهذه المافيا علاقة تواطؤ مع رؤساء جهاز الشرطة الذي يعمل به.

## طاقم التمثيل
- يونس بواب بدور الزيرو
- محمد مجد بدور عباس
- صونيا عكاشة بدور كنزة
- عزيز داداس بدور الزروالي
- سعيد باي بدور بوفرطوطو
- رفيق بوبكر بدور سامي
- زينب سمارة بدور ميمي
- عبد اللطيف شوقي بدور رويكة
- وداد إلما بدور نادية
- فاطمة هراندي بدور عبلة
- مليكة الحماوي بدور والدة نادية

## انتقادات
أثار الفيلم جدلا على خلفية الحوار المتبع بين الشخوص، وهو حوار ينبني على لغة صادمة وجارحة من قعر عالم الشارع.
وانصبت الانتقادات الموجهة للفيلم على سعي المخرج إلى الإثارة السطحية ودغدغة مشاعر الشباب على حساب العناصر الجمالية الأخرى، وبالتالي استهداف شباك تذاكر السينما في المقام الأول. 
وفي مناسبات عديدة، دافع المخرج نور الدين الخماري عن اختياره الذي برره برهانه الدائم على الواقعية، وإيمانه بشاعرية العامية التلقائية التي يتحدثها شباب المدن بكل حرية.
ويعتبر الخماري أن فيلمه يمثل نوعا من العلاج بالصدمة، مشيرا إلى أنه يحمل الناس على التأمل في أوضاعهم بشفافية وتجرد، ومواجهة اختلالاتهم وعيوبهم بجرأة، والكف عن إخفاء رؤوسهم في الرمال.

## روابط خارجية
- مقالات تستعمل روابط فنية بلا صلة مع ويكي بيانات